# Route départementale 6 (Gard)
Pour les articles homonymes, voir Route départementale 6.
La route départementale 6, ou RD 6, est une route départementale du Gard reliant d’ouest en est Alès à Bagnols-sur-Cèze.
Cette route est classée à grande circulation sur l’ensemble de son parcours (entre la RN 580 à Bagnols-sur-Cèze et la RD 60 à Alès).

## Communes desservies
- Alès
- Saint-Étienne-d'Alensac
- Château de la Fare
- Le Mas d'Alensoux
- Seynes
- Vallérargues
- Saint-Marcel-de-Careiret
- Bagnols-sur-Cèze